# Epilepsia musicógena
La epilepsia musicógena es un tipo de epilepsia que se desencadena por estímulos musicales específicos, se clasifica dentro de las epilepsias reflejas. Es un trastorno muy poco frecuente que se caracteriza por desencadenarse por fragmentos musicales concretos que provocan un grado de emoción importante al sujeto. En las pruebas funcionales se ha comprobado que la zona del cerebro en la que se observa mayor actividad en los episodios es el lóbulo temporal derecho.
 El neurólogo Oliver Sacks en su libro Musicofilia: Relatos de la música y el cerebro, que versa sobre la relación entre la música y el cerebro, hace referencia a este mal.